# NGC 4610
NGC 4610 је спирална галаксија у сазвежђу Девица која се налази на NGC листи објеката дубоког неба.
Деклинација објекта је + 7° 49' 26" а ректасцензија 12h 29m 37,9s. Привидна величина (магнитуда) објекта NGC 4610 износи 12,2 а фотографска магнитуда 13,1. NGC 4610 је још познат и под ознакама NGC 4470, UGC 7627, MCG 1-32-82, IRAS 12270+0806, VCC 1205, CGCG 42-132, PGC 41189.